# Bisaltes pulvereus
Bisaltes pulvereus es una especie de escarabajo longicornio del género Bisaltes, subfamilia Lamiinae. Fue descrita científicamente por Bates en 1866.
Se distribuye por Brasil y Guayana Francesa. Posee una longitud corporal de 8-9,5 milímetros. El período de vuelo de esta especie ocurre en los meses de enero, febrero, junio, julio, agosto, septiembre y diciembre.